# Bristol City Football Club 2021-2022
Questa voce raccoglie le informazioni riguardanti il Bristol City Football Club nelle competizioni ufficiali della stagione 2021-2022.

## Stagione
- In Championship il Bristol City si classifica al 17º posto (55 punti) dietro al Blackpool e davanti agli Cardiff City.
- In FA Cup sono eliminati al terzo turno dal Fulham (0-1 d.t.s).
- In EFL Cup sono eliminati al primo turno dal Forest Green (2-2, 5-6 d.c.r.).

## Maglie e sponsor
| Casa | Trasferta | Terza divisa |

Sponsor ufficiale: MansionBet
Fornitore tecnico: Hummel

## Rosa
| N. |                        | Ruolo | Calciatore                |
| -- | ---------------------- | ----- | ------------------------- |
| 1  | Inghilterra (bandiera) | P     | Daniel Bentley (capitano) |
| 2  | Inghilterra (bandiera) | D     | Danny Simpson             |
| 3  | Inghilterra (bandiera) | D     | Jay Dasilva               |
| 5  | Inghilterra (bandiera) | D     | Rob Atkinson              |
| 6  | Inghilterra (bandiera) | C     | Matty James               |
| 8  | Inghilterra (bandiera) | C     | Joe Williams              |
| 9  | Scozia (bandiera)      | A     | Chris Martin              |
| 10 | Inghilterra (bandiera) | A     | Andy King                 |
| 11 | Irlanda (bandiera)     | C     | Callum O'Dowda            |
| 12 | Inghilterra (bandiera) | P     | Max O'Leary               |
| 13 | Inghilterra (bandiera) | P     | Harvey Wiles-Richards     |
| 14 | Austria (bandiera)     | A     | Andreas Weimann           |
| 15 | Inghilterra (bandiera) | C     | Tyreeq Bakinson           |
| 16 | Inghilterra (bandiera) | D     | Cameron Pring             |

| N. |                        | Ruolo | Calciatore        |
| -- | ---------------------- | ----- | ----------------- |
| 17 | Inghilterra (bandiera) | D     | Nathan Baker      |
| 18 | Inghilterra (bandiera) | A     | Antoine Semenyo   |
| 19 | Inghilterra (bandiera) | D     | George Tanner     |
| 21 | Bermuda (bandiera)     | A     | Nahki Wells       |
| 22 | Rep. Ceca (bandiera)   | D     | Tomáš Kalas       |
| 24 | Inghilterra (bandiera) | D     | Robbie Cundy      |
| 25 | Svizzera (bandiera)    | D     | Timm Klose        |
| 26 | Inghilterra (bandiera) | D     | Zak Vyner         |
| 33 | Inghilterra (bandiera) | C     | Sam Bell          |
| 36 | Inghilterra (bandiera) | C     | Alex Scott        |
| 37 | Scozia (bandiera)      | A     | Tommy Conway      |
| 38 | Inghilterra (bandiera) | C     | Ayman Benarous    |
| 42 | Francia (bandiera)     | C     | Han-Noah Massengo |
| 45 | Inghilterra (bandiera) | C     | Kasey Palmer      |